# NGC 1385
NGC 1385 ist eine Balken-Spiralgalaxie mit ausgedehnten Sternentstehungsgebieten vom Hubble-Typ SBc im Fornax am Südsternhimmel. Sie ist schätzungsweise 68 Millionen Lichtjahre von der Milchstraße entfernt und hat einen Durchmesser von etwa 70.000 Lj. NGC 1385 ist Mitglied des Eridanus-Galaxienhaufens.

Im selben Himmelsareal befindet sich u. a. die Galaxie NGC 1367.
Das Objekt wurde am 17. November 1784 von dem deutsch-britischen Astronomen William Herschel entdeckt.

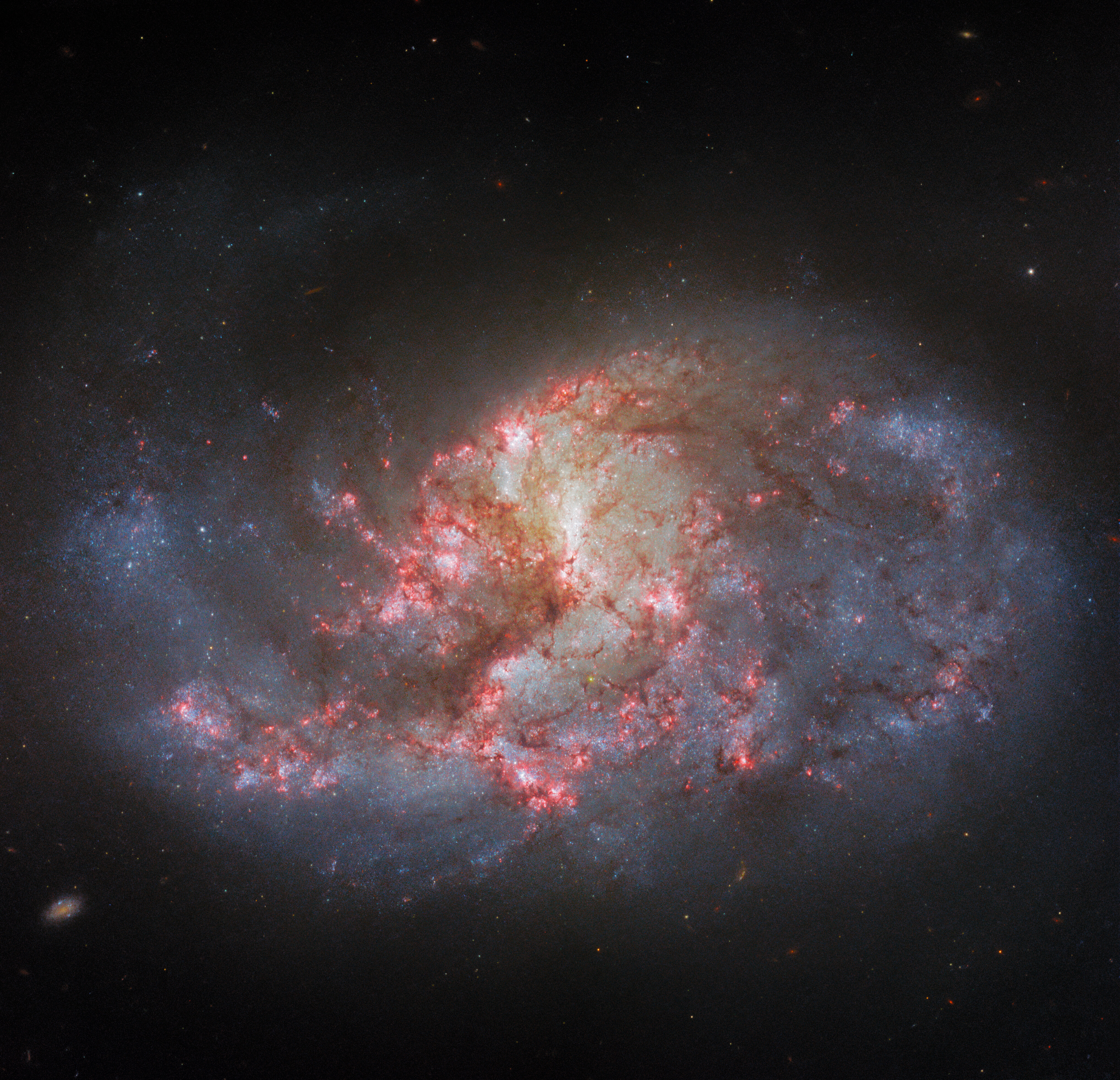
Aufnahme des Hubble-Weltraumteleskops mithilfe anderer Filter
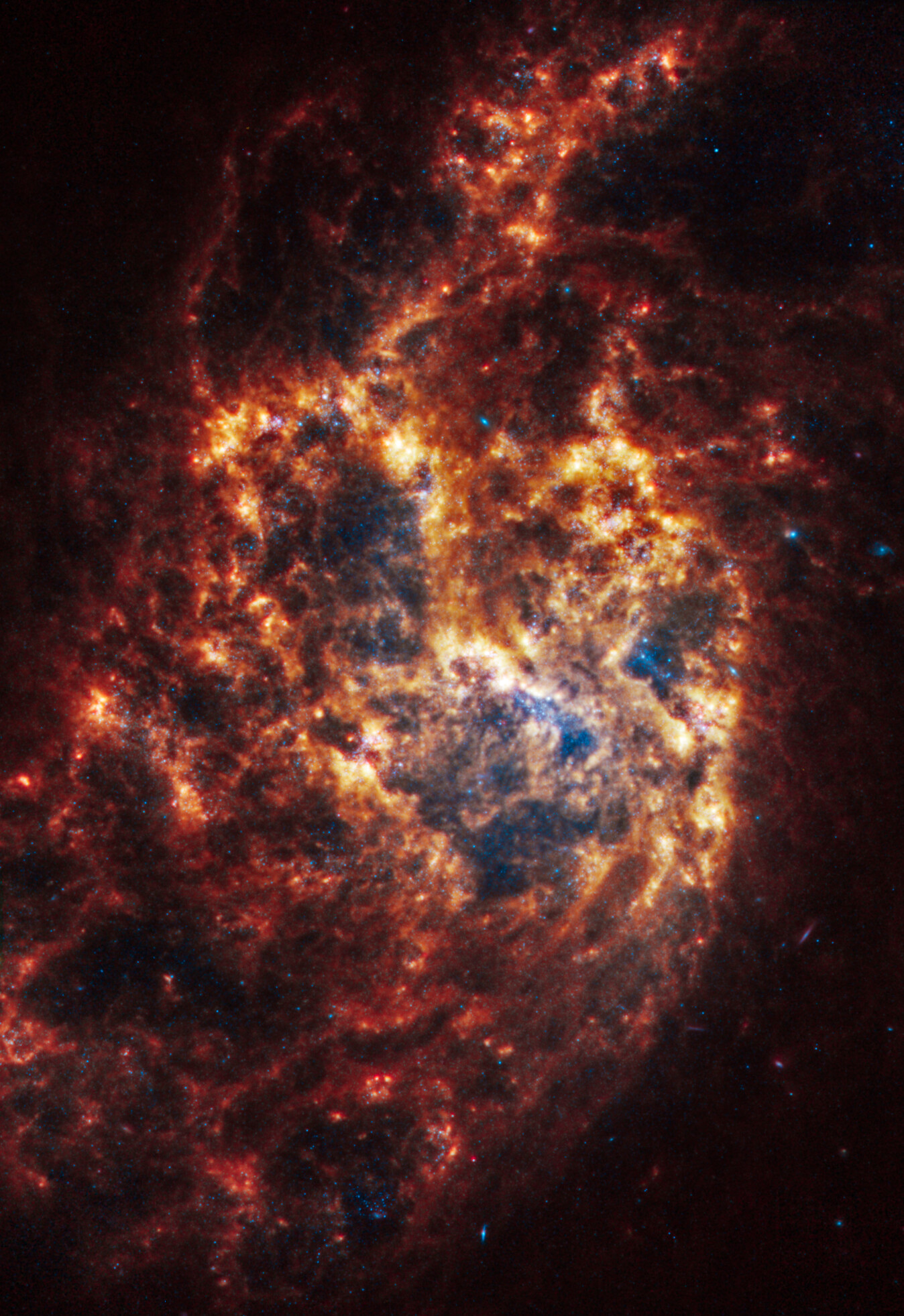
Infrarotaufnahmen mithilfe des James-Webb-Weltraumteleskops